# Шампиньёль (Мёрт и Мозель)
Шампиньёль (фр. Champigneulles) — коммуна во французском департаменте Мёрт и Мозель, региона Лотарингия. Относится к кантону Помпе.	 Знаменит своей пивоварней.

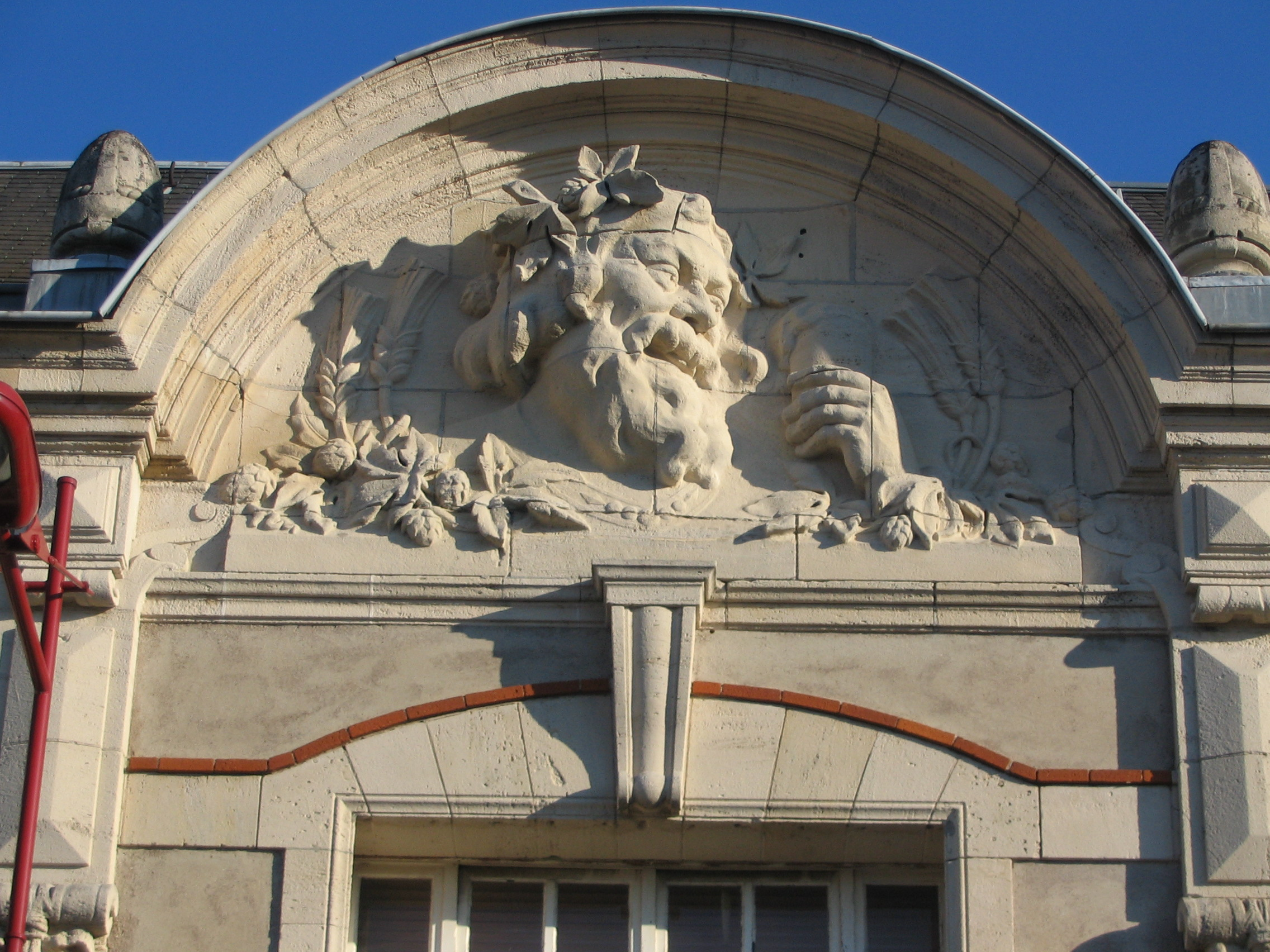
Фронтон пивоварни Шампиньёль (арх. Альфред Фино.

## География
Шампиньёль расположен в долине реки Мозель в 4 км к северу от Нанси на исторической дороге № 57.
| Ливердэн    | Фруар Буксьер-о-Дам | Лэ-Сен-Кристоф |
| Велэн-ан-Аи | Шампиньёль          | Мальзевиль     |
| Марон       | Лаксу               | Максевиль      |

## Демография
Население коммуны на 2010 год составляло 6920 человек.
| 1962 | 1968 | 1975 | 1982 | 1990 | 1999 | 2010 |
| ---- | ---- | ---- | ---- | ---- | ---- | ---- |
| 5854 | 5484 | 5992 | 7919 | 7541 | 7167 | 6920 |

## См.также
- Шампиньёль в департаменте Арденны